# Severní Korea na Letních olympijských hrách 1980
Severní Koreu na Letních olympijských hrách v roce 1980 reprezentovala výprava 47 sportovců (39 mužů a 8 žen) v 8 sportech.

## Medailisté
| Medaile | Jméno         | Sport    | Soutěž                        |
| ------- | ------------- | -------- | ----------------------------- |
| Stříbro | Ho Bong Choi  | Vzpírání | Muži muší váha do 52 kg       |
| Stříbro | Jang Se-hong  | Zápas    | muži volný styl do 48 kg      |
| Stříbro | Li Ho-pchjong | Zápas    | muži volný styl do 57 kg      |
| Bronz   | Han Gyong Si  | Vzpírání | Muži muší váha do 52 kg       |
| Bronz   | Li Byong-Uk   | Box      | Muži lehká muší váha do 48 kg |